# Hosejn Dżabbar Zadegan
Hosejn Dżabbar Zadegan (pers. حسین جبارزادگان; zm. w lipcu 1997) – irański koszykarz, reprezentant kraju, po zakończeniu kariery trener siatkarski.
W 1948 roku startował wraz z drużyną na igrzyskach olimpijskich w Londynie (były to jego jedyne igrzyska olimpijskie). Podczas tego turnieju wystąpił, według różnych źródeł, w trzech lub czterech meczach, notując 12 punktów i siedem fauli.
Jego drużyna przegrała trzy z czterech spotkań grupowych (zwycięstwo tylko z Irlandią), tym samym zajmując przedostatnie miejsce w grupie (czwarte). W fazie pucharowej Irańczycy grali w spotkaniach o miejsca 9–16. Po porażce z Kanadą i zwycięstwie walkowerem z Węgrami, Persowie zagrali w meczu o 13. miejsce, który przegrali (z Kubą). Zajęli więc ostatecznie 14. miejsce na 23 ekipy.
Później został trenerem. Prowadził krajowe kluby siatkarskie oraz męską reprezentację Iranu. Jednym z jego większych sukcesów trenerskich było zdobycie brązowego medalu podczas Igrzysk Azjatyckich 1966.